# 栃東知頼
栃東 知頼（とちあずま ともより、1944年9月3日 - ）は、福島県相馬郡日立木村（現在の相馬市）出身（出生地は茨城県筑波郡）で春日野部屋に所属した元大相撲力士。本名は志賀 駿男（しが はやお）。最高位は東関脇（1970年3月場所）。現役時代の体格は178cm、115kg。得意手は左四つ、上手出し投げ、右四つ、寄り。
引退後は年寄・玉ノ井（13代）を襲名し、春日野部屋付きを経て玉ノ井部屋を創設した。次男・太祐は四股名栃東を譲り受けて大関まで昇進。現役引退後は年寄・栃東を襲名して父の下で部屋付き親方となった後、部屋を継承した。なお、日本相撲協会を定年退職した後は、玉ノ井部屋の師範代となった。

## 来歴
中学時代から野球部で活動し、原町工業高校進学後も野球部に在籍していたが、相撲部の顧問を兼任していた野球部の顧問に相撲の大会に助っ人として出場するように言われ、その大会で優勝すると、1960年秋に春日野部屋からスカウトされて高校を中退し入門する。横綱・栃錦が春日野部屋継承後に入門した力士（いわゆる直弟子）では初の関取である。
現役時代は身長177cm・体重115kgの小兵で、横綱・大鵬45連勝の直前の黒星（1968年9月場所初日）をつけるなど、春日野部屋伝統の技能派力士として知られた。殊勲賞4回はいずれも技能賞とのダブル受賞。立合い鋭く右前褌左おっつけで寄り進むか、左を差して浅い上手からの出し投げを繰り出す正攻法の取り口で、頭を決して上げず、前捌きも巧みだった。
辛辣な批評で知られた玉の海も「こんな巧みな相撲は見た事がない。」と批評するほどだった。技能派大関誕生の期待もかけられたが、肝炎による休場と両膝の故障で大成を阻まれた。三賞を10回以上受賞した力士の中でも師匠の春日野と並んで敢闘賞を受賞した経験がなく、その内年6場所制定着以降に入幕した力士としては栃東ただ1人が該当する。
1972年1月場所（地位は西前頭5枚目）では11勝4敗という15日制初の11勝での成績で幕内最高優勝を果たしたが、千秋楽、大関・清國との一番に負ければ8人の5敗力士による優勝決定戦になるところであった。この場所初日、いきなり横綱・北の富士と大関・琴櫻との対戦が組まれ、北の富士は14日目より休場。また大関・大麒麟、同・前の山がそれぞれ全休・途中休場するなどの影響で上位の取組編成は混乱し、ついには平幕力士が千秋楽結びの一番に相撲を取るという異例の事態となっていた）。
同場所で喫した4敗のうち、4日目（2敗目）は金剛に吊り出しで敗れたものだったが、逆に金剛が1975年7月場所で平幕優勝をした際は同場所4日目に肩透かしで黒星を喫させた。
栃東は1968年3月場所で平幕優勝した若浪にも同場所3日目に寄り倒しで黒星を喫させたが、いずれも自身が平幕在位中の白星であり、平幕在位中に当場所の平幕優勝力士に複数回勝利した唯一の力士とされる。
現役時に関脇・長谷川について「顔も見たくない」と発言した事があった程、取り口が合わなかった（現役時代の対戦成績は栃東の8勝22敗）。
現役時代から雄弁な理論家で知られ、立ち合い前の作戦から相撲展開まで取組直後でも沈着に応答出来る数少ない力士であったという。
9月場所は栃東にとって抜群に縁起が良く、1970年を除いて初土俵から引退まで9月場所で負け越しを経験していない。それに留まらず1968年と1969年には殊勲賞と技能賞をダブル受賞しており、特に前者に至っては柏戸・大鵬の両横綱から金星を2個獲得する殊勲の星まで伴っていた。
現役引退後は年寄・13代玉ノ井を襲名、春日野部屋付き親方となり、先代からも分家独立の許可を得ていたが、長らく部屋付親方として後進を指導していた。1990年に師匠の逝去を受け正式に独立、玉ノ井部屋を創設。次男・太祐が自らの部屋に入門すると、スピード出世で十両に昇進。昇進を期に自身の現役時代の四股名を継がせた。親子2代で優勝を経験。
部屋の相馬市夏合宿は、2023年時点で13代玉ノ井の時代から約30年、13代玉ノ井の帰郷を兼ねて例年名古屋場所後に行われている。新型コロナウイルス感染拡大の影響での中止を挟んで2023年に4年ぶりに再開。
協会では、審判委員等を歴任し、2007年1月に役員待遇（指導普及部副部長・生活指導部副部長）に昇格した。
2009年9月2日を以て日本相撲協会を停年退職。翌9月3日付で次男の栃東大祐が年寄・14代玉ノ井を襲名、並びに玉ノ井部屋師匠を継承した。
停年退職後の2012年2月22日、23日、文化放送のラジオ番組「ミュージックギフト〜音楽・地球号」の「福島ウィーク」にゲスト出演。

## 略歴
- 1960年 - 11月場所、初土俵。
- 1965年 - 5月場所、新十両。9勝6敗と勝ち越し。
- 1967年 - 3月場所、新入幕。新十両と同じく9勝6敗と勝ち越した。
- 1968年 - 11月場所、新小結。大関・玉乃島、豊山の2大関を破るも5勝10敗と大きく負け越した。
- 1970年 - 3月場所、新関脇。大関・清國を破るが7勝8敗と負け越し、関脇はこの1場所のみである。
- 1972年 - 1月場所、西前頭5枚目で11勝4敗の成績の挙げ、初の幕内最高優勝。
- 1977年 - 1月場所、前場所東前頭3枚目で2勝13敗に終わったのに続き西前頭13枚目で初日から4連敗し引退。年寄玉ノ井襲名。
- 1990年 - 春日野部屋から独立し、玉ノ井部屋を興す。
- 2009年 - 停年退職。

## 生涯成績
- 通算成績：611勝593敗33休 勝率.507
- 幕内成績：404勝448敗23休 勝率.474
- 現役在位：98場所
- 幕内在位：59場所
- 三役在位：6場所（関脇1場所、小結5場所）
- 三賞：10回
  - 殊勲賞：4回（1968年5月場所、1968年9月場所、1969年9月場所、1970年1月場所)
  - 技能賞：6回（1968年5月場所、1968年9月場所、1969年9月場所、1969年11月場所、1970年1月場所、1972年1月場所）
- 金星：5個（柏戸3個、大鵬1個、北の富士1個）
- 各段優勝
  - 幕内最高優勝：1回（1972年1月場所）
  - 十両優勝：1回（1967年9月場所）

### 場所別成績
| | 一月場所 初場所（東京） | 三月場所 春場所（大阪） | 五月場所 夏場所（東京） | 七月場所 名古屋場所（愛知） | 九月場所 秋場所（東京） | 十一月場所 九州場所（福岡） |
| --- | ----------------------- | ----------------------- | ----------------------- | --------------------------- | ----------------------- | --------------------------- |
| 1960年 （昭和35年） | x                       | x                       | x                       | x                           | x                       | （前相撲）                  |
| 1961年 （昭和36年） | 東序ノ口19枚目 4–3      | 西序二段78枚目 4–3      | 西序二段39枚目 4–3      | 東序二段8枚目 3–4           | 西序二段18枚目 5–2      | 東三段目85枚目 4–3          |
| 1962年 （昭和37年） | 東三段目63枚目 4–3      | 東三段目47枚目 6–1      | 東三段目8枚目 4–3       | 東幕下90枚目 3–4            | 西三段目2枚目 4–3       | 西幕下90枚目 3–4            |
| 1963年 （昭和38年） | 東三段目2枚目 4–3       | 西幕下88枚目 3–4        | 西三段目5枚目 7–0       | 西幕下31枚目 3–4            | 西幕下35枚目 4–3        | 西幕下28枚目 4–3            |
| 1964年 （昭和39年） | 西幕下23枚目 4–3        | 東幕下17枚目 0–7        | 東幕下48枚目 4–3        | 東幕下44枚目 5–2            | 西幕下33枚目 5–2        | 西幕下18枚目 4–3            |
| 1965年 （昭和40年） | 西幕下16枚目 6–1        | 西幕下5枚目 5–2         | 西十両18枚目 9–6        | 東十両12枚目 9–6            | 東十両6枚目 9–6         | 東十両3枚目 8–7             |
| 1966年 （昭和41年） | 西十両2枚目 3–12        | 東十両12枚目 11–4       | 東十両4枚目 7–4–4       | 西十両5枚目 3–6–6           | 東十両18枚目 11–4       | 東十両6枚目 9–6             |
| 1967年 （昭和42年） | 東十両3枚目 10–5        | 西前頭14枚目 9–6        | 西前頭9枚目 6–9         | 西前頭11枚目 6–9            | 西十両2枚目 優勝 12–3   | 西前頭8枚目 9–6             |
| 1968年 （昭和43年） | 西前頭2枚目 5–10        | 東前頭7枚目 10–5        | 西前頭2枚目 10–5 殊技★  | 東小結 5–10                 | 西前頭3枚目 11–4 殊技★  | 東小結 3–12                 |
| 1969年 （昭和44年） | 東前頭6枚目 9–6         | 東前頭3枚目 7–8 ★       | 東前頭4枚目 6–9         | 西前頭7枚目 9–6             | 東前頭2枚目 9–6 殊技    | 東小結 8–7 技               |
| 1970年 （昭和45年） | 東小結 10–5 殊技        | 東関脇 7–8              | 東前頭筆頭 休場 0–0–15  | 西前頭11枚目 8–7            | 西前頭5枚目 5–10        | 東前頭9枚目 9–6             |
| 1971年 （昭和46年） | 東前頭3枚目 2–13 ★      | 東前頭10枚目 8–7        | 西前頭9枚目 8–7         | 西前頭4枚目 6–9             | 東前頭9枚目 9–6         | 東前頭2枚目 4–11            |
| 1972年 （昭和47年） | 西前頭5枚目 11–4 技     | 東小結 3–9–3            | 東前頭8枚目 10–5        | 東前頭2枚目 5–10            | 西前頭4枚目 8–7         | 東前頭筆頭 4–6–5            |
| 1973年 （昭和48年） | 西前頭8枚目 5–10        | 西前頭12枚目 9–6        | 東前頭9枚目 11–4        | 東前頭筆頭 4–11             | 東前頭7枚目 9–6         | 東前頭3枚目 6–9             |
| 1974年 （昭和49年） | 東前頭4枚目 5–10        | 東前頭9枚目 9–6         | 西前頭2枚目 4–11        | 東前頭10枚目 9–6            | 東前頭5枚目 8–7         | 西前頭2枚目 5–10            |
| 1975年 （昭和50年） | 東前頭7枚目 8–7         | 西前頭5枚目 6–9         | 西前頭7枚目 9–6         | 東前頭3枚目 4–11            | 東前頭8枚目 8–7         | 西前頭5枚目 7–8             |
| 1976年 （昭和51年） | 西前頭6枚目 7–8         | 西前頭9枚目 8–7         | 東前頭6枚目 5–10        | 東前頭11枚目 9–6            | 東前頭7枚目 8–7         | 東前頭3枚目 2–13            |
| 1977年 （昭和52年） | 西前頭13枚目 引退 0–5–0 | x                       | x                       | x                           | x                       | x                           |
| 各欄の数字は、「勝ち-負け-休場」を示す。 優勝 引退 休場 十両 幕下 三賞：敢=敢闘賞、殊=殊勲賞、技=技能賞 その他：★=金星 番付階級：幕内 - 十両 - 幕下 - 三段目 - 序二段 - 序ノ口 幕内序列：横綱 - 大関 - 関脇 - 小結 - 前頭（「#数字」は各位内の序列） |                         |                         |                         |                             |                         |                             |

### 幕内対戦成績
| 力士名   | 勝数 | 負数 | 力士名   | 勝数 | 負数  | 力士名   | 勝数  | 負数 | 力士名     | 勝数 | 負数 |
| -------- | ---- | ---- | -------- | ---- | ----- | -------- | ----- | ---- | ---------- | ---- | ---- |
| 青ノ里   | 3    | 1    | 青葉城   | 1    | 4     | 青葉山   | 2     | 0    | 朝嵐       | 1    | 0    |
| 浅瀬川   | 4    | 1    | 朝登     | 4    | 0     | 旭國     | 4     | 9(1) | 荒勢       | 2    | 4    |
| 扇山     | 0    | 1    | 大潮     | 8    | 4     | 大錦     | 4     | 2    | 大鷲       | 8    | 6    |
| 魁輝     | 1    | 3    | 魁傑     | 5    | 9     | 魁罡     | 2     | 2    | 海乃山     | 1    | 6    |
| 開隆山   | 1    | 2    | 柏戸     | 3    | 4     | 和晃     | 1     | 2    | 北瀬海     | 4    | 13   |
| 北の湖   | 2    | 3    | 北の富士 | 5    | 12    | 清國     | 9     | 11   | 麒麟児     | 0    | 3    |
| 黒姫山   | 9    | 10   | 高鉄山   | 12   | 3     | 琴ヶ嶽   | 1     | 1    | 琴櫻       | 3    | 14   |
| 琴乃富士 | 2    | 4    | 小沼     | 1    | 0     | 金剛     | 8     | 13   | 安達       | 0    | 1    |
| 佐田の山 | 0    | 1    | 白田山   | 5    | 3     | 大旺     | 0     | 1    | 大峩       | 11   | 6    |
| 大麒麟   | 6    | 12   | 大豪     | 1    | 0     | 大豪     | 1     | 0    | 大受       | 3    | 9    |
| 大雪     | 4    | 2    | 大登     | 0    | 1(1)  | 大鵬     | 2(1)  | 6    | 大雄       | 10   | 8    |
| 大竜川   | 8    | 3    | 貴ノ花   | 4    | 6     | 高見山   | 7     | 11   | 玉輝山     | 3    | 3    |
| 玉の海   | 5    | 7    | 玉ノ富士 | 3    | 2     | 千代櫻   | 1     | 2    | 千代の富士 | 1    | 0    |
| 鶴ヶ嶺   | 2    | 0    | 照櫻     | 3    | 2     | 天水山   | 1     | 0    | 天龍       | 3    | 6    |
| 時葉山   | 7    | 9    | 羽黒岩   | 10   | 12    | 長谷川   | 8     | 22   | 花光       | 5    | 4    |
| 播竜山   | 3    | 4    | 廣川     | 2    | 0     | 福の花   | 13(2) | 5    | 富士櫻     | 10   | 8    |
| 富士錦   | 1    | 3    | 藤ノ川   | 3    | 8     | 二子岳   | 12    | 18   | 双津竜     | 5    | 2    |
| 前の山   | 9    | 11   | 増位山   | 5    | 6     | 三重ノ海 | 5     | 10   | 禊鳳       | 1    | 3    |
| 明武谷   | 4    | 4    | 陸奥嵐   | 16   | 8     | 豊山     | 5     | 2    | 吉王山     | 6    | 5    |
| 吉の谷   | 1    | 2    | 義ノ花   | 8    | 4     | 琉王     | 9     | 6    | 龍虎       | 7(1) | 7    |
| 若獅子   | 10   | 5    | 若秩父   | 3    | 0     | 若天龍   | 1     | 1    | 若浪       | 8    | 2    |
| 若ノ海   | 5    | 5    | 若三杉   | 5    | 3     | 若二瀬   | 4     | 4    | 若見山     | 1    | 2    |
| 若吉葉   | 1    | 1    | 輪島     | 1    | 12(1) | 鷲羽山   | 3     | 4    |            |      |      |

## 改名歴
- 志賀 駿男（しが はやお）1960年11月場所 - 1963年7月場所
- 栃東 裕典（とちあずま ゆうすけ）1963年9月場所 - 1964年9月場所
- 栃東 駿男（ - はやお）1964年11月場所 - 1966年9月場所
- 栃東 知頼（ - ともより）1966年11月場所 - 1977年1月場所

## 年寄名
- 玉ノ井 友宣（たまのい ともより）1977年1月 - 2009年9月